# Guerre contemporaine

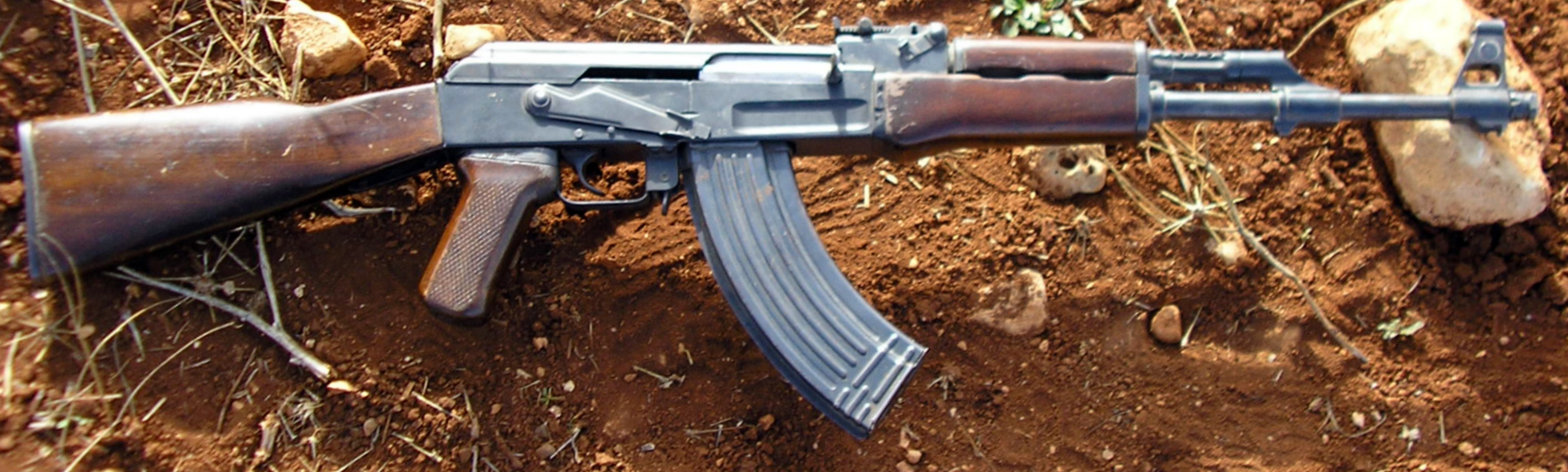
L'AK-47, une arme extrêmement prolifique, est un des symboles de la guerre moderne.

La guerre contemporaine ou la guerre moderne, bien que présente dans chaque période historique de l'histoire militaire, est généralement utilisée pour désigner les concepts, les méthodes et les technologies qui ont été en service pendant et après la Seconde Guerre mondiale. Des historiens s'accordent à dire que la guerre moderne a démarré à partir de la Première Guerre mondiale.
Avec l'avènement des armes nucléaires, le concept de guerre totale exerce la perspective d'un anéantissement global, et que de tels conflits depuis la Seconde Guerre mondiale ont été, par définition, de « basse intensité ».

## Types de guerres modernes
- Guerre mondiale

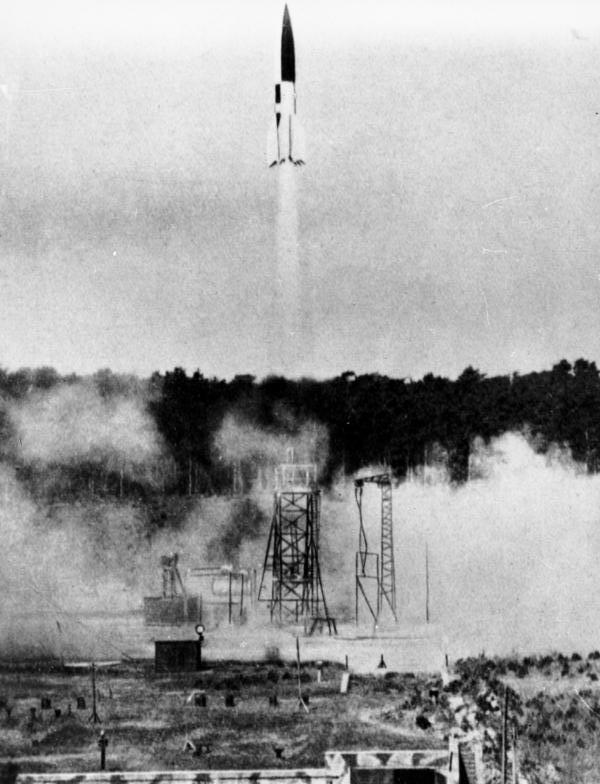
Décollage d'un V2 sur le site d'expérimentations de Peenemünde sur la mer baltique, le 21 juin 1943. Avec l'avènement de l'ère géopolitique de la guerre froide, la récupération de la technologie allemande des missiles balistiques devient la priorité absolue des deux Grands : le centre de recherches balistiques de Peenemünde ainsi que le site de production de Dora-Nordhausen seront examinés sous toutes les coutures par les services secrets américains et soviétiques après la chute du IIIe Reich.

- Guerre hybride qui combine la guerre conventionnelle, la guerre irrégulière, la cyberguerre et les actions terroristes ou criminelles
- Cyberguerre
- Guerre asymétrique
- Guerre biologique
- Guerre chimique
- Guerre électronique
- Guerre psychologique
- Guerre subversive
- Guerre de l'information
- Guerre navale
- Guerre nucléaire
- Guerre spatiale
- Guerre blindée
- Network Centric Warfare

## Exemple de guerres modernes
La liste ci-dessous présente les 10 guerres modernes les plus meurtrières depuis la seconde guerre mondiale

Guerres et conflits en cours en 2023 :

| guerre/conflit                   | durée                                                       | lieu                                                          | nombre de victimes    |
| -------------------------------- | ----------------------------------------------------------- | ------------------------------------------------------------- | --------------------- |
| Guerre du Viêt Nam               | 1er novembre 1955 – 30 avril 1975                           | République du Viêt Nam et République démocratique du Viêt Nam | 5 000 000             |
| Guerre de Corée                  | 25 juin 1950 – 27 juillet 1953 (de facto toujours en cours) | Corée du Sud et Corée du Nord                                 | 4 500 000             |
| Conflit afghan                   | Depuis le 27 avril 1978                                     | Afghanistan                                                   | 1 405 111 à 2 084 468 |
| Guerre civile chinoise           | 12 avril 1927 – 1er octobre 1949 (ou 7 août 1950)           | République de Chine                                           | 1 200 000             |
| Guerre du Biafra                 | 6 juillet 1967 – 15 janvier 1970                            | Nigeria                                                       | 1 000 000 à 3 100 000 |
| Seconde guerre civile soudanaise | 5 juin 1983 – 9 janvier 2005                                | Soudan                                                        | 1 000 000 à 2 000 000 |
| Partition des Indes              | Août 1947                                                   | Inde, Pakistan et Bangladesh                                  | 1 000 000             |
| Guerre civile angolaise          | 11 novembre 1975 – 4 avril 2002                             | Angola                                                        | 800 000               |
| Guerre Iran-Irak                 | 22 septembre 1980 – 20 août 1988                            | Iran et République d'Irak                                     | 680 000 à 1 200 000   |
| Guerre d'Afghanistan (1979-1989) | 24 décembre 1979 – 15 février 1989                          | Afghanistan                                                   | 675 228 à 2 139 775   |